# دولینیون
دولینیون (به فرانسوی: Dolignon) یک کمون (فرانسه) در فرانسه است که در ان (ا-دو-فرانس) واقع شده‌است. دولینیون ۳٫۳۸ کیلومتر مربع مساحت دارد ۱۵۰ متر بالاتر از سطح دریا واقع شده‌است.